# Isteiner Klotz
Der Isteiner Klotz ist ein markanter Bergrücken im Landkreis Lörrach im äußersten Südwesten Deutschlands. Seine höchste Erhebung erreicht er auf dem Schafberg, auf 357 m ü. NHN Höhe. Der Isteiner Klotz ist ein Vorgebirge und der südwestliche Ausläufer der Kalksteine des Oberjuras. Der Gebirgszug des Isteiner Klotzes erstreckt sich zwischen den Dörfern Istein und Kleinkems, der sich etwa 150 Meter über die Rheinauen erhebt und Teil des Markgräfler Hügellandes ist. Weiterhin befinden sich die Ortschaften Blansingen, Huttingen, Welmlingen und Wintersweiler zum Isteiner Klotz, das nördliche Ende findet sich bei Rheinweiler, das südliche bei Efringen. Damit umfasst der Gebirgszug etwa eine Fläche von gut 15 Quadratkilometer. Der Isteiner Klotz zählt seit 2006 zu den 77 Nationalen Geotopen. Durch die Rheinbegradigung, den Bau der Rheintalbahn, den Festungsbau und mehreren kriegsbedingte Sprengungen wurde der Isteiner Klotz ab 1850 stark verändert und ist auf ein Zehntel seiner ursprünglichen Größe geschrumpft.
Am westlichen Ende bei Istein bildet der Rücken ein steiles Kliff. In einer Felsnische befindet sich die Vituskapelle, die um das Jahr 1100 errichtet wurde. Auf dem Klotz befinden sich die Ruinen der Burg Istein und ein etwa drei Kilometer langer Rundwanderweg. Seit dem 19. Jahrhundert ist der Isteiner Klotz aufgrund seiner reichhaltigen Flora für Biologen der Universitäten Basel, Straßburg und Freiburg ein beliebtes Übungsfeld. Seit 1986 existiert das gleichnamige, rund 26 Hektar große Naturschutzgebiet Isteiner Klotz; bereits seit 1937 ist es ein Landschaftsschutzgebiet.

## Namensherkunft und örtliche Definition
Der 1139 erstmals erwähnte Ortsname Istein wird aus einer älteren keltischen Schreibweise „Ystein“ als „am Stein“ gedeutet, wobei mit Stein der „Klotz“ gemeint ist. Die Bezeichnung „Isteiner Klotz“ ist linguistisch demnach ein Pleonasmus. Die seit mehreren Jahrhunderten gebräuchliche Bezeichnung wird verhältnismäßig spät, und zwar erst 1580, nachgewiesen. Sie wird in der Basler Chronik von Christian Wurstisen als „Istein auf dem Klotzen“ verwendet. Da mit „Klotz“ auch ein „großer Felsen“ gemeint ist, gilt es als gesichert, dass mit dieser Flurbezeichnung der westliche Ausläufer des Grünberges gemeint war, der früher als Felsmasse unmittelbar in den Rhein abfiel. Damit ist mit dem Isteiner Klotz in einem engeren Sinn der „Klotzenfelsen“ gemeint. In einem weiteren, oft im geologischen Kontext gebrauchten, Sinn ist der weitere Teil gemeint, der sich als kleiner Gebirgsrücken im Rheintal befindet. Diese Begriffsausweitung findet zum ersten Mal in Gustav Steinmanns und Franz Graeffs Geologischer Führer der Umgebung von Freiburg 1890 statt, wo auf Seite 67 die ausgedehnte Masse von Oxfordkalk zwischen Klemmbach- und Wiesental als Isteiner Klotz bezeichnet wird. Eine genaue Definition nimmt der Geologe Hug 1897 vor: der „Isteiner Klotz“ umfasse „den nordwestlichen Teil des Blattes Lörrach der badischen Generalstabskarte“ mit den Ortschaften Blansingen, Kleinkems, Welmlingen, Wintersweiler, Istein, Huttingen und Efringen. Die Ostgrenze zieht Hug dort wo östlich vom Engetal die älteren Gesteinsschichten vollständig unter Diluvium verschwinden. Dieser Definition schließt sich Wurz 1912 an und Otto Wittmann erläutert sie als:

„Isteiner Klotz ist die Hügellandschaft „zwischen Rheinweiler und Welmlingen im N, dem Eichwald und Katzenberg im O und Efringen im S“.“

## Geologie
(Siehe auch: Huttingen#Geologie)

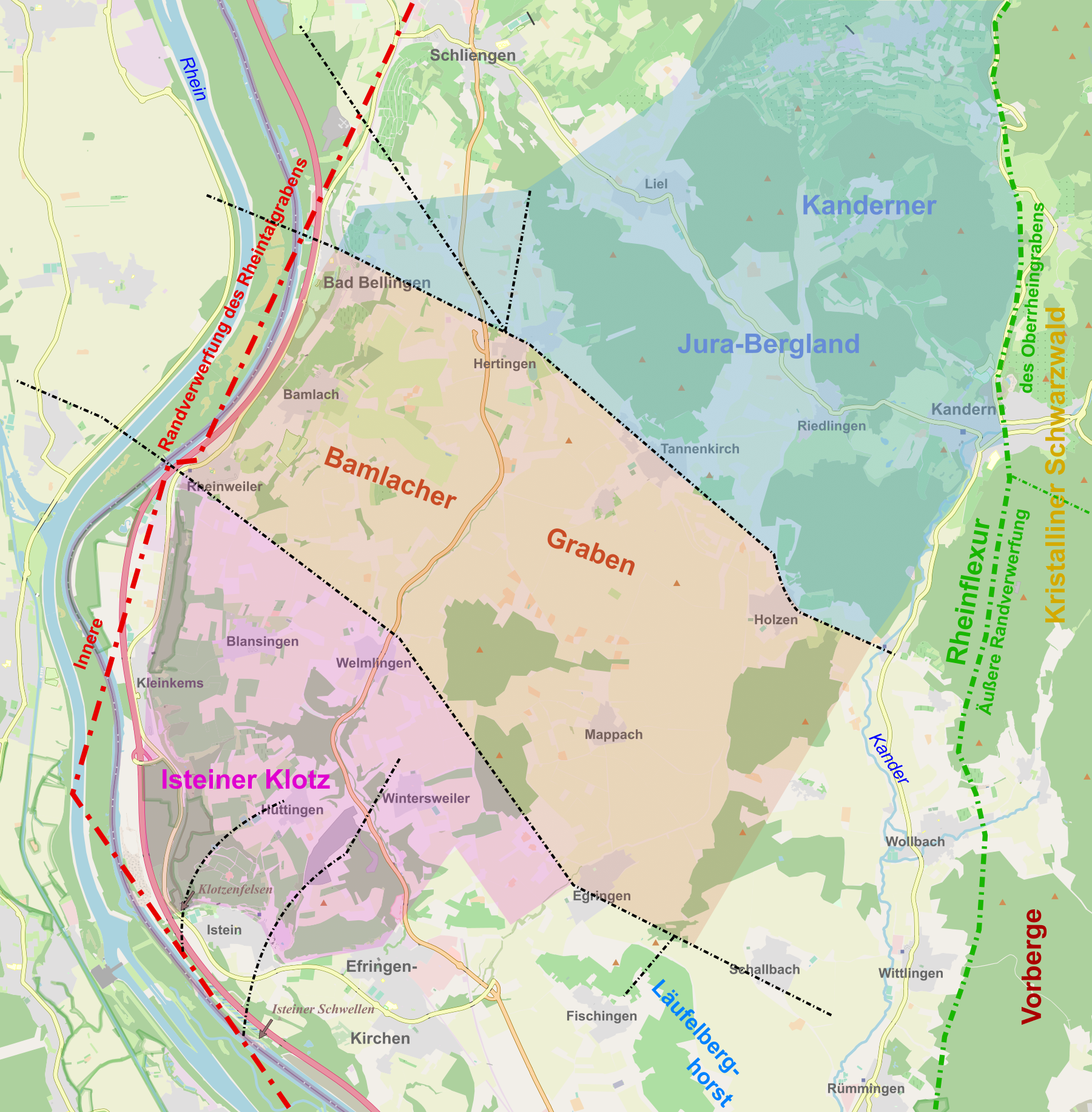
Isteiner Klotz in seiner geologischen Umgebung

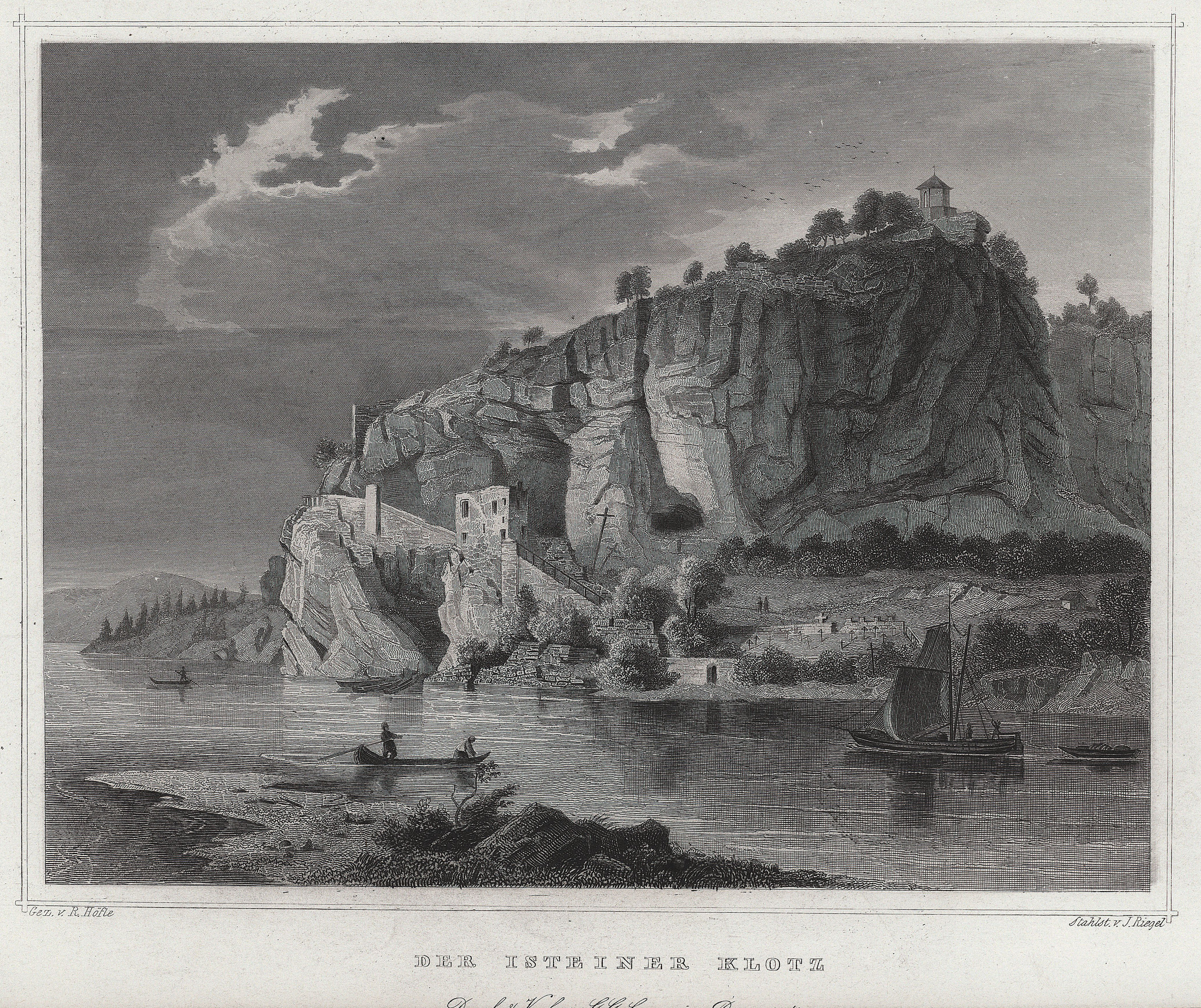
Der Isteiner Klotz (Stahlstich, Mitte 19. Jh.)

Nach dem Isteiner Klotz ist im geologischen Sprachgebrauch eine etwa 170 Quadratkilometer große Zone mit jurassischen Ablagerungen benannt, die zwischen dem Rheingraben und dem südlichen Schwarzwald eingekeilt ist. Zusammen mit dem Kaiserstuhl versperrte der Isteiner Klotz ursprünglich der Aare (in die ein wesentlich kleinerer Hochrhein-Vorläufer mündete) den Weg Richtung Norden, so dass diese als Aare-Doubs zuerst übers Rhonetal ins Mittelmeer floss.
Beim Isteiner Klotz im südlichen Rheintal handelt es sich um eine sogenannte Grabenbruchscholle aus Gesteinen der Oberjura-Zeit an der Ostschulter des Oberrheingrabens, er entstand damit vor rund 160 Millionen Jahren. Ein weiteres Überbleibsel der Grabenbruchscholle sind die rund ein Kilometer südlich vom Klotzenfelsen gelegenen Isteiner Schwellen, die ursprünglich vom Rheinknie bedeckt waren; vor etwa 60.000 Jahren lag der Rhein hier etwa 30 Meter höher. Die ältesten (untersten) Gesteine stellen unteroxfordische Tonmergel-Mergel-Wechselfolgen dar, die sogenannten Pholadomyen-Mergel (nach der Muschel Pholadomya exaltata), die vom Aussehen Gesteinen (Argilles à Chailles) des Schweizer und nordostfranzösischen Oberjuras entsprechen. Charakteristisch für die Pholadomyen-Mergel sind Lagen und Horizonte von Kalkknollen. Darüber folgen riffkorallenführende Gesteine. Nach tonigen Korallenmergeln folgt der etwa 40 Meter mächtige Korallenkalk, der nach oben einen Übergang von großflächig verbreiteten Korallenriff-Kalken zu verstreuten kleineren Riffkörpern zeigt. Abgeschlossen wird die oberjurassische Schichtenfolge des Isteiner Klotzes von dichten mikritischen Kalken (Brachiopodenkalke oder Splitterkalke). Die Obergrenze der Gesteinsfolge des Isteiner Klotzes ist uneinheitlich und wird durch das Einsetzen gebankter, mikritischer bis onkoidischer Faziestypen ohne Korallenführung definiert. Die Hangendgrenze ist bereichsweise als deutliche Diskontinuitätsfläche ausgebildet.
Stratigraphie: Funde von Cardioceras cordatum in den untersten, kieselknollenführenden Pholadomyen-Mergeln stellen diese Gesteine in das obere Unteroxfordium. Die genaue orthostratigraphische Einordnung der hangenden Korallenkalke ist durch das fast vollständige Fehlen geeigneter Leitfossilien schwierig. Vor allem aufgrund der Position über den Pholadomyen-Mergeln und vereinzelten Funde von Perisphincten werden sie in das untere bis obere Mitteloxfordium gestellt. Für die mikritischen Abschnitte direkt über den Korallenkalken ist eventuell schon ein oberoxfordisches Alter denkbar. Die Gesteine sind in Bezug auf Stratigraphie und Faziesabfolge den unter- bis mitteloxfordischen Gesteinen des benachbarten Schweizer und französischen Oberjuras ähnlich. Vergleichbare Gesteine finden sich auch 20 Kilometer südlich im Bereich der Blauenkette des nördlichen Schweizer Jura.

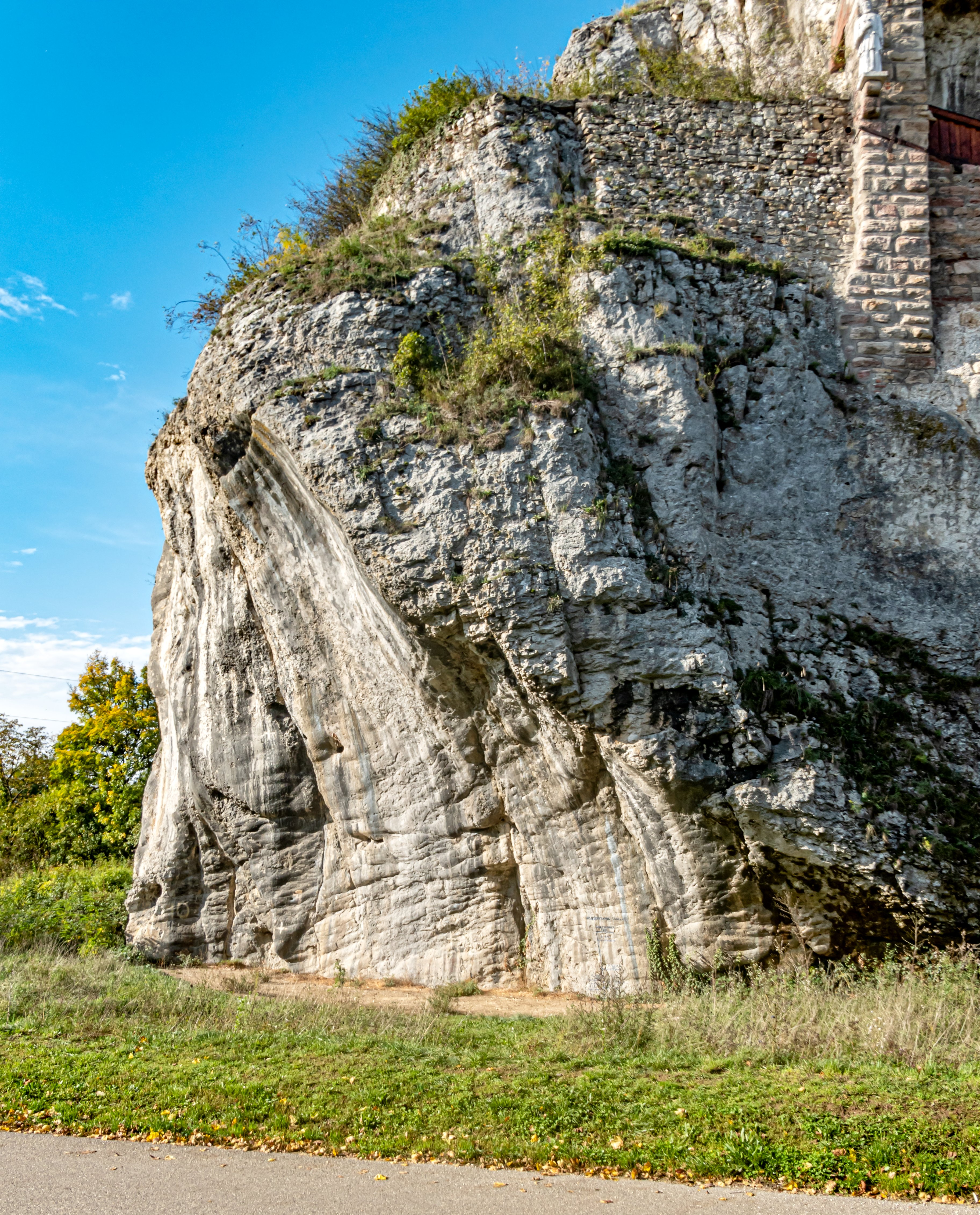
Die Anbrandungskehle
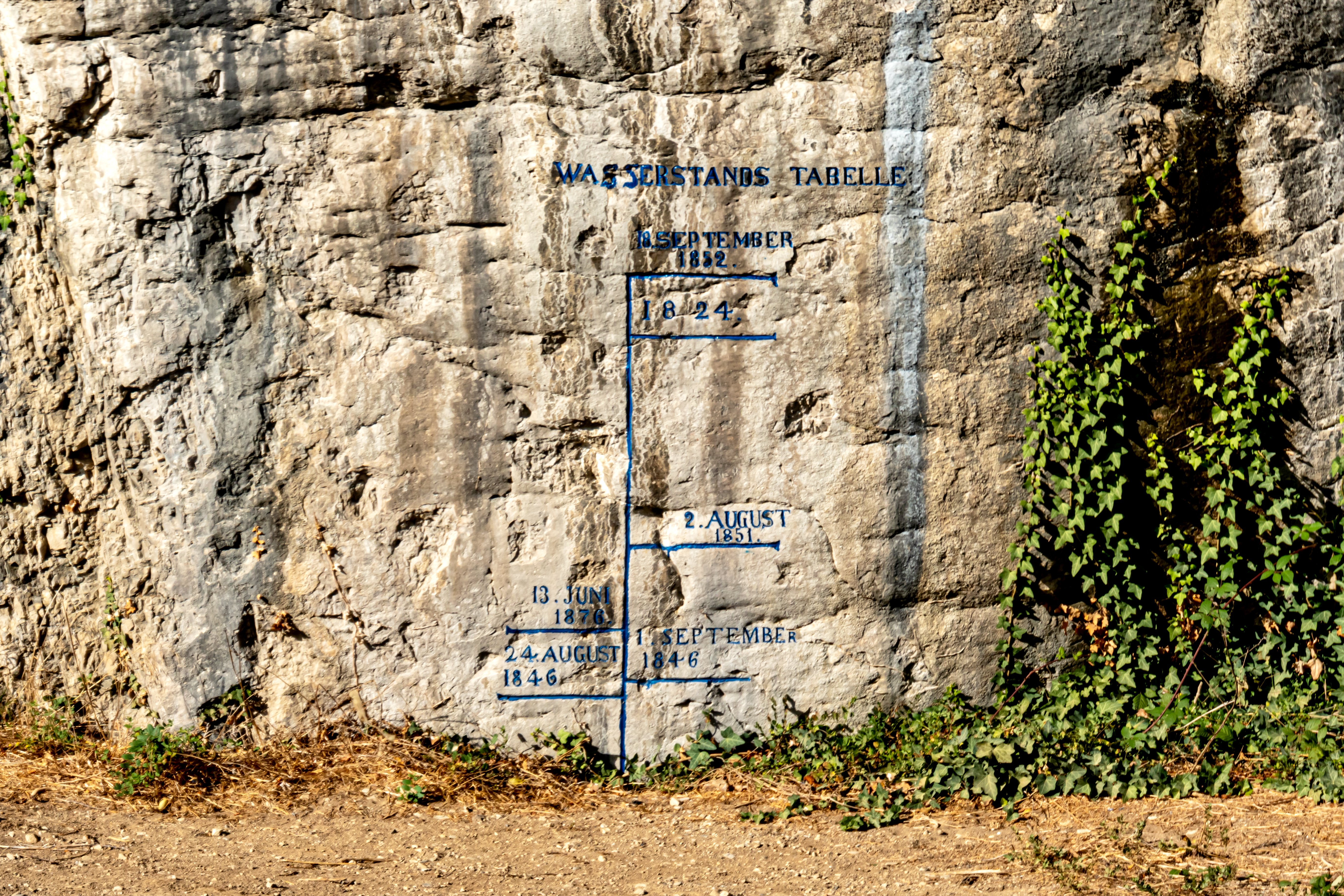
Historische Wassermarken an der Anbrandungskehle des Rheins
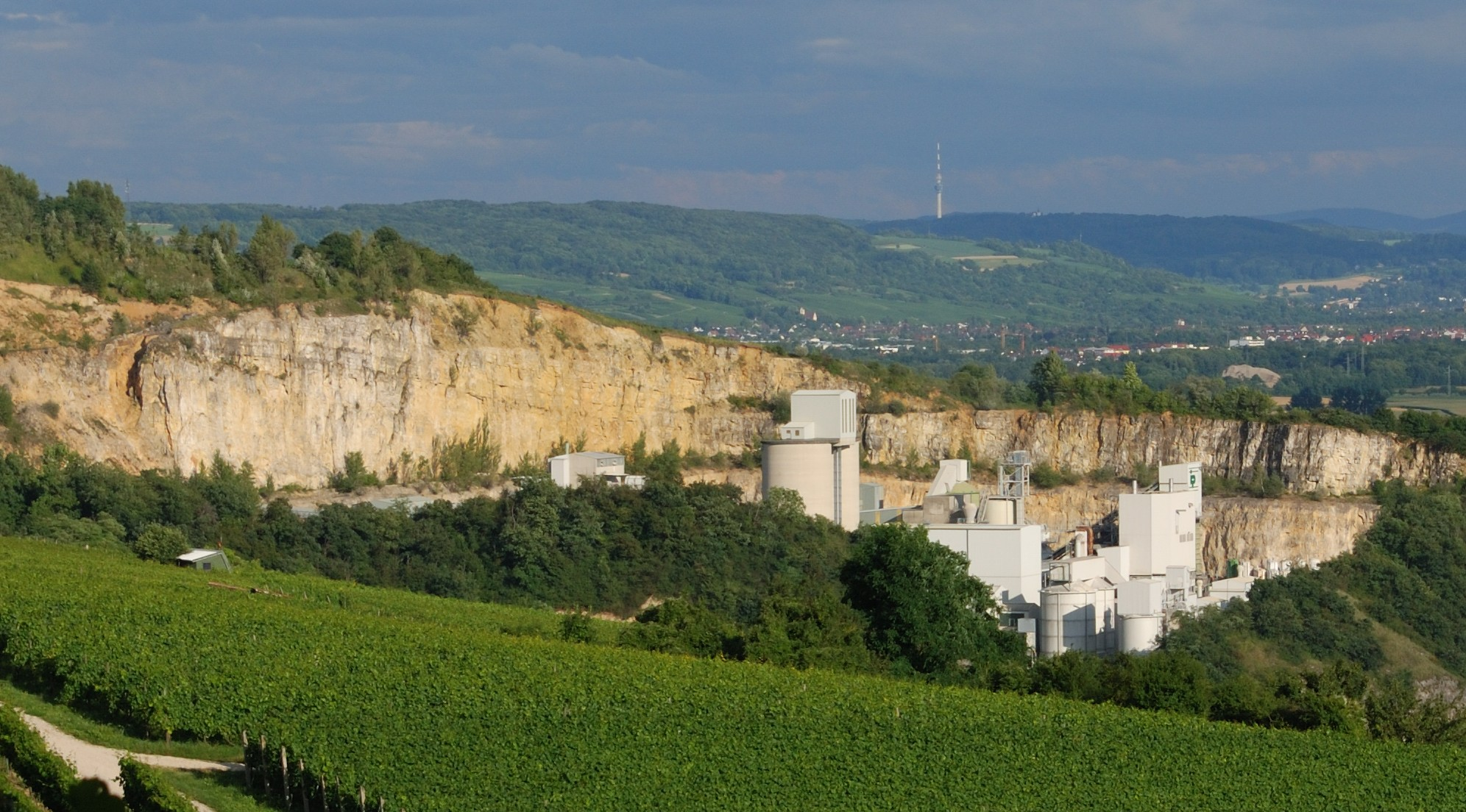
Kalkwerk Istein am Isteiner Klotz

## Archäologie
Nach ersten Entdeckungen in den 1930/40er Jahren fanden am Isteiner Klotz, auf der Gemarkung Kleinkems, 1951 bis 1953 und 1956 archäologische Ausgrabungen unter der Leitung von Elisabeth Schmid statt, die dort den – auf deutschem Boden ersten – Nachweis eines Bergbaus der Jungsteinzeit erbrachten, der der Gewinnung von Feuerstein gedient hatte. Weitere Ausgrabungen durch die Universität Basel fanden in den Jahren 2003 und 2004 statt; danach fand der Feuersteinabbau hier vor allem etwa 4200–4100 v. Chr. statt.

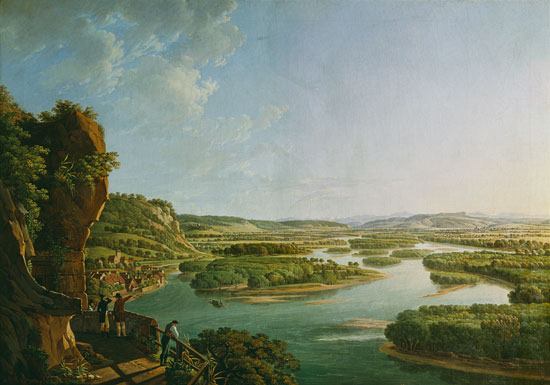
Blick vom Isteiner Klotz rheinaufwärts (um 1800), Bild von Peter Birmann
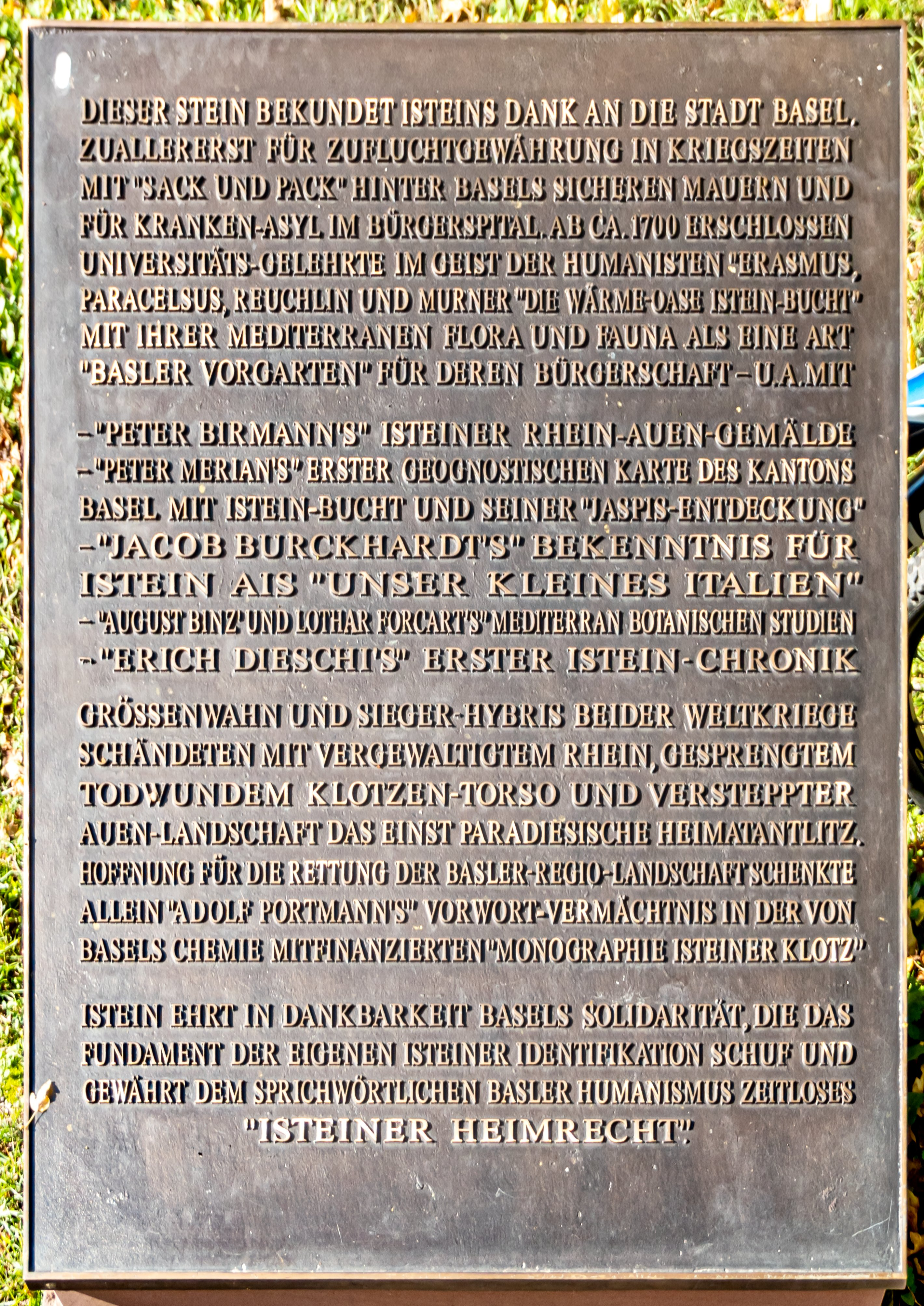
Gedenktafel beim Isteiner Klotz
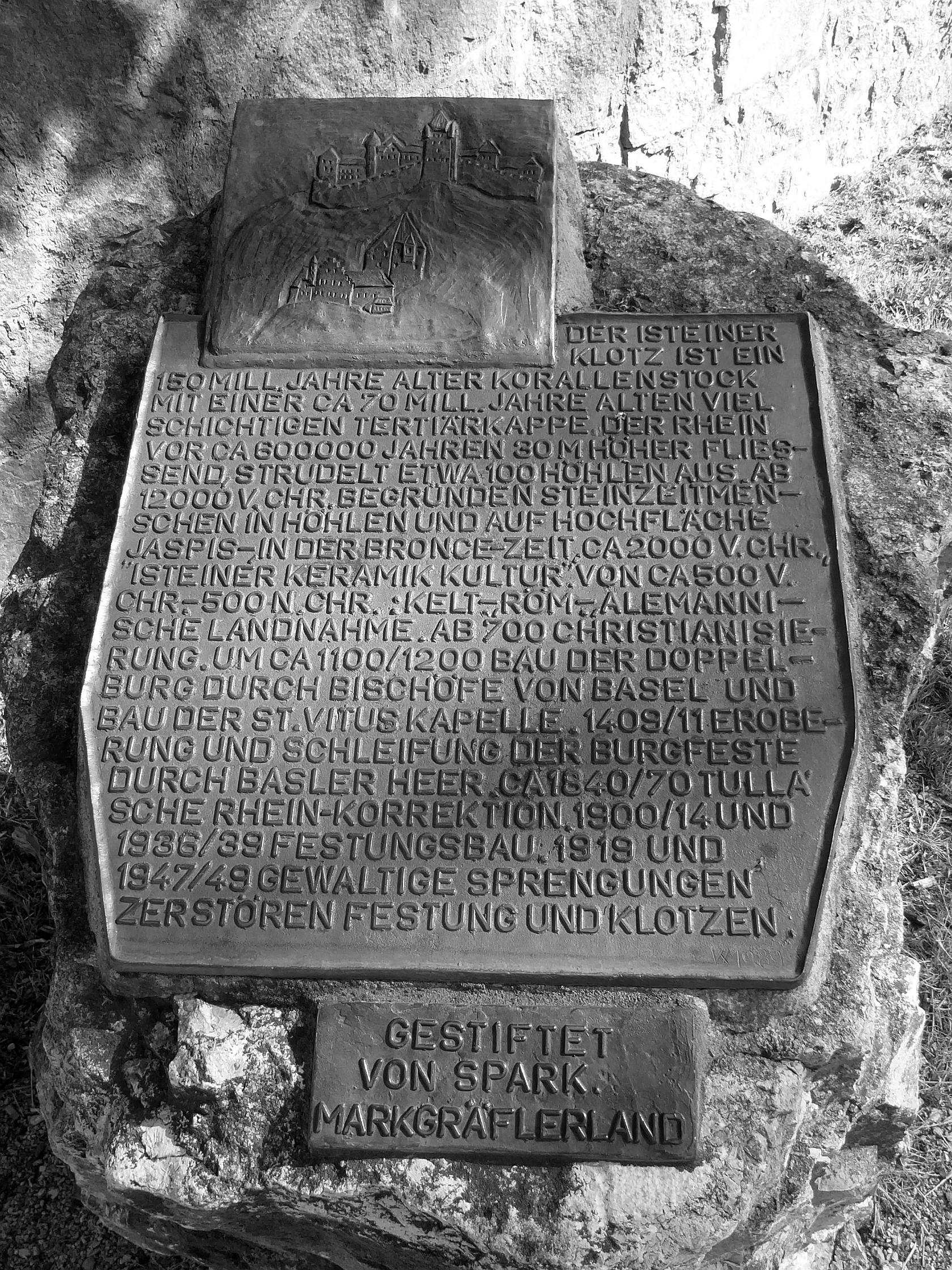
Geschichte des Isteiner Klotz
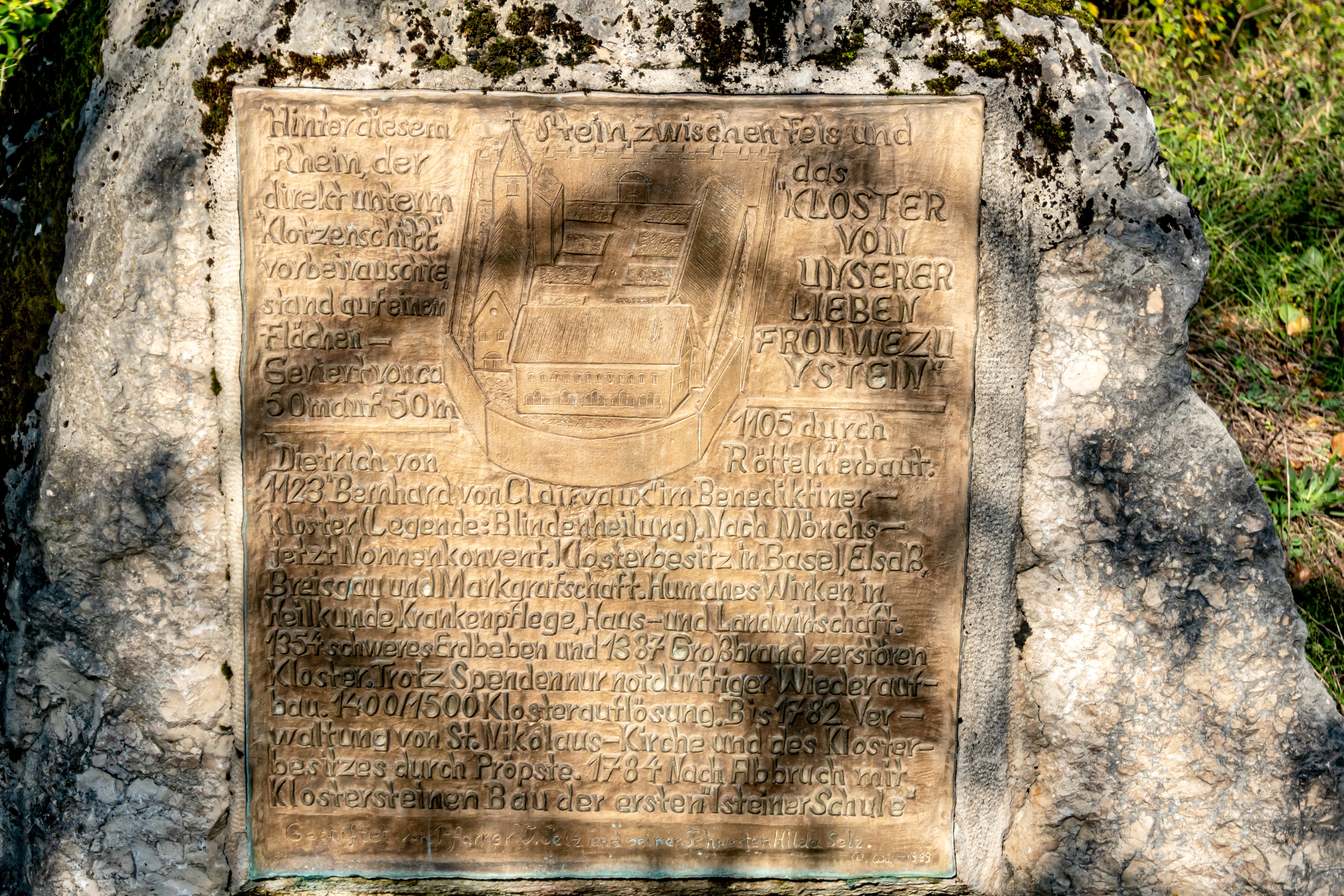
Gedenktafel beim Isteiner Klotz

## Wegenetz
Bereits vor über 2000 Jahren zog eine Römerstraße westlich des Schafbergs über Blansingen und erschloss den Bergrücken des Klotzes in Nord-Süd-Richtung, da die Rheinauen des mäandernden Rheines unpassierbar waren.
Das Gebiet des Isteiner Klotz’ ist durch ein vielfältiges Netz an Wanderstrecken erschlossen. Neben einem Weinlehrpfad führt der Panoramaweg Schafberg auf 4,6 Kilometern am südlichen Rand des Isteiner Klotz’ bis zum alten Efringer Rathaus. Auf dem Weg sind rund 100 Höhenmeter zu überwinden. Die zwei Ortschaften Blansingen und Huttingen sind für den motorisierten Individualverkehr über asphaltierte Gemeindewege erschlossen. Über breitere Kreisstraßen mit moderater Steigung sind Blansingen und Huttingen lediglich nach Osten hin zur Bundesstraße 3 erschlossen. Weitere Wegeanbindungen von Istein und Kleinkems zum Isteiner Klotz sind über asphaltierte Wirtschaftswege erschlossen, die teilweise beträchtliche Steigungen (über 20 %) aufweisen.
Ein Teilstück des Oberrhein Römer-Radweg führt in Nord-Süd-Richtung einmal über den Isteiner Klotz. Von der westlich des Isteiner Klotz’ in unmittelbarer Nähe verlaufenden Bundesautobahn 5 kann man auf südlich der Anschlussstelle Efringen-Kirchen den markanten Bergrücken sowie den Klotzenfelsen erkennen.

## Eisenbahn

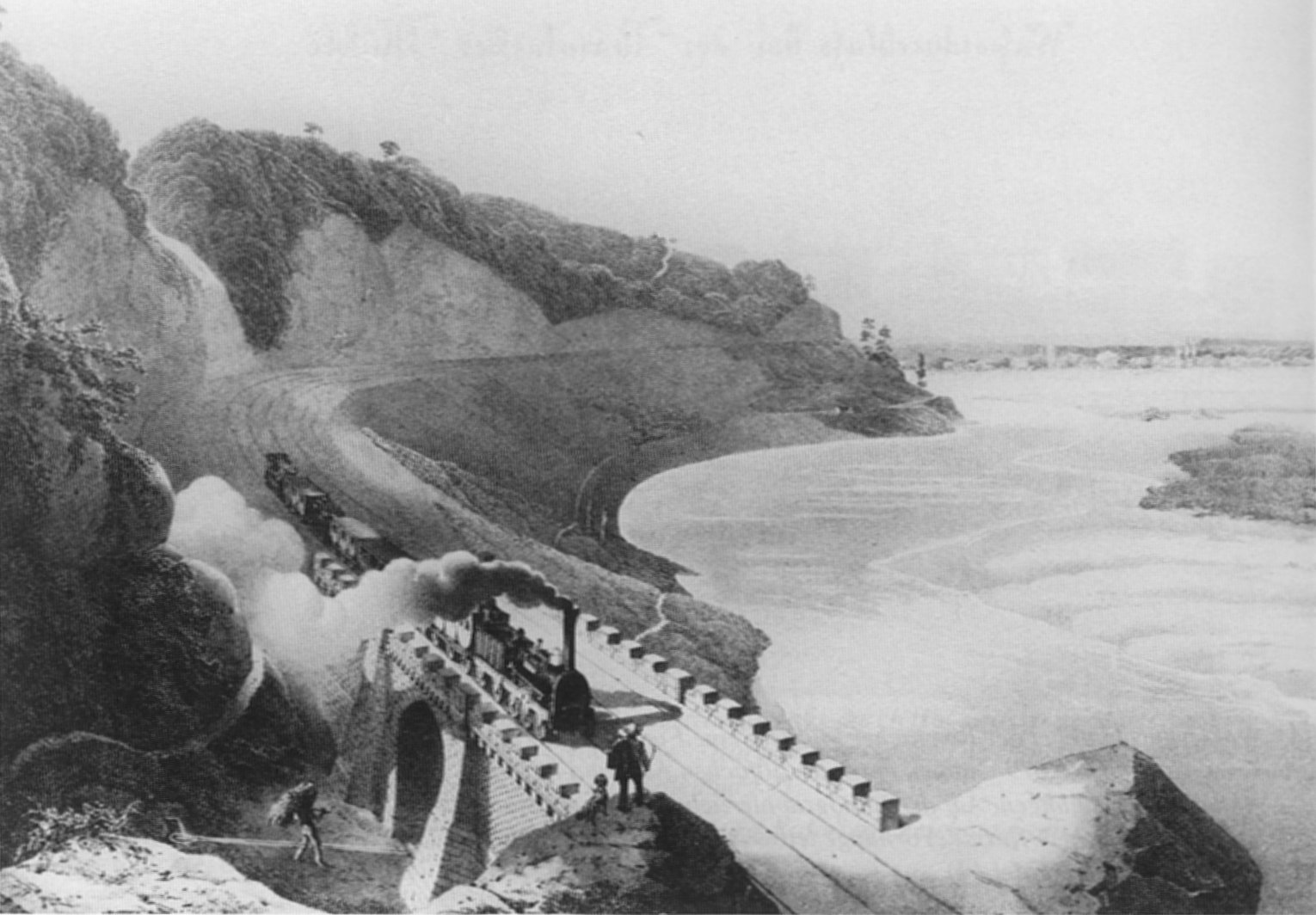
Historische Darstellung des Isteiner Klotzes in den Anfangsjahren des Eisenbahnbetriebs, Darstellung von Friedrich Kaiser

Beim Bau der Rheintalbahn mussten 1846 die planenden Ingenieure auch den Isteiner Klotz angehen, wobei man sich für eine völlig ebene und dafür kurvenreiche Variante mit Radien von 400 Meter entschied. Die bis heute bestehende Eisenbahnstrecke stellt daher ein echtes Verkehrshindernis dar, wobei die maximale Geschwindigkeit auf dem etwa 15 km langen Abschnitt 75 km/h betragen darf. Die Nichtbeachtung dieser Geschwindigkeitsbeschränkung führte am 21. Juli 1971 zu dem schweren Eisenbahnunfall von Rheinweiler, bei dem 25 Menschen ums Leben kamen. Am 1. April 2004 ereignete sich ein weiterer Eisenbahnunfall in der Nähe des Isteiner Klotzes. Dabei war ein Weinbergtraktor auf die Gleise gefallen, mit diesem kollidierte ein in Richtung Basel fahrender ICE.
Durch das Felsmassiv des Isteiner Klotz’ führen der 242 Meter lange Klotz-Tunnel sowie zwei weitere Tunnelbauwerke in erhöhter Lage als Teil der alten Rheintalbahnstrecke, um das Feuchtgebiet im Talgrund zu umgehen.
Eine Umfahrung des kleinen Gebirgsmassives und der Strecke mit geringer Höchstgeschwindigkeit wurde im Katzenbergtunnel verwirklicht, der den Fernverkehr und – vor allem nachts – den größeren Teil des Güterverkehrs übernimmt und Teil der Ausbau- und Neubaustrecke Karlsruhe–Basel ist. Die Inbetriebnahme erfolgte mit dem Fahrplanwechsel im Dezember 2012.

## Festungsbau
Der Isteiner Klotz wurde wegen seiner exponierten Lage gegenüber der französischen Grenze immer wieder mit Burgen und Festungsanlagen versehen. Die zwischen 1902 und 1907 entstandenen Anlagen im Rahmen der Oberrheinbefestigungen mussten auf Grund der Bestimmungen des Vertrages von Versailles im Jahre 1921 geschleift werden.

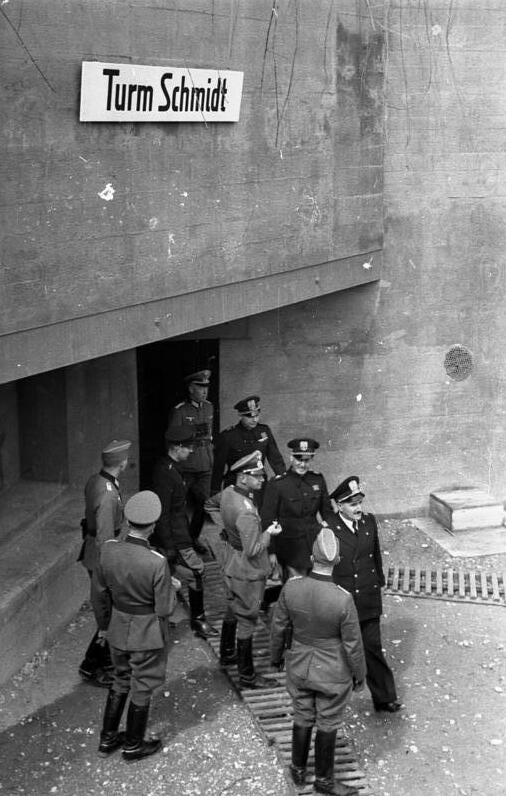
Generaloberst Friedrich Dollmann mit Delegation an der Befestigung am Isteiner Klotz (1940)

Die Neubefestigung des Isteiner Klotzes als Bestandteil des Westwalles durch die nationalsozialistischen Machthaber begann bereits 1936. Bis zum Ende des Zweiten Weltkrieges wurden nach und nach 113 Militärbunker um Istein herum errichtet. Mit ihren Wand- und Deckenstärken von bis zu 3,5 Meter galten sie als die am stärksten befestigten Anlagen des gesamten Westwalles am Oberrhein. Die Hauptanlagen befanden sich im Felsen unterirdisch. Die einzelnen Kampfstände im Felsen wurden durch ein über zwei Kilometer langes System von Hohlgängen, Treppen und Fahrstühlen miteinander verbunden. An der Oberfläche des Isteiner Klotzes wurde eine 105 Tonnen schwere Panzerkuppel für die Artilleriebeobachtung gebaut. In die Kuppel führte eine fast 56 Meter hohe Treppe. Die Eingänge der vergleichsweise kurzen Eisenbahntunnel der Rheintalbahn wurden mit sprengstoffgefüllten Kammern versehen, um gegebenenfalls gesprengt werden zu können.
Nach dem Ende des Krieges wurden die Befestigungsanlagen zu großen Teilen geschleift. Die stabilen, neu erbauten Stollenanlagen im zwei Kilometer entfernten Hinterland des Klotzes nutzte die Bundeswehr bis Ende 2005 als Lagerräume. Ab 2006 wurde das vorhandene Sanitätsdepot der Bundeswehr stillgelegt und die oberirdischen Verwaltungsbauten von der Bundespolizei weitergenutzt. Laut einer Zusammenstellung des Staatlichen Hochbauamtes Freiburg umfasst die gesamte Untertageanlage insgesamt 4,6 km Stollenlänge und eine Grundfläche von rund 36.000 Quadratmeter, von der gut die Hälfte als Lagerfläche Verwendung fand.